# The Essex Serpent (série de televisão)
The Essex Serpent é uma série de televisão americana baseada no livro de mesmo nome de Sarah Perry. A série é escrita por Anna Symon, dirigida por Clio Barnard, e estreou no Apple TV+ em 13 de maio de 2022.

## Elenco
- Claire Danes como Cora
- Tom Hiddleston como Will Ransome
- Frank Dillane como Luke Garrett
- Hayley Squires como Martha
- Clémence Poésy como Stella Ransome
- Jamael Westman como Dr. George Spencer

## Produção

### Desenvolvimento
Em agosto de 2020, foi relatado que a Apple deu um pedido direto para a série The Essex Serpent da See-Saw Films.

### Seleção de elenco
Quando The Essex Serpent foi anunciada em agosto de 2020, Keira Knightley foi definida para interpretar o papel principal de Cora, bem como produtora executiva, no entanto, em outubro de 2020, ela optou por deixar o projeto por "motivos familiares". Em fevereiro de 2021, Claire Danes assinou o contrato para interpretar Cora. Tom Hiddleston se juntou ao elenco no mês seguinte. Em abril, Frank Dillane, Hayley Squires, Clémence Poésy e Jamael Westman foram adicionados ao elenco principal.

### Filmagens
As filmagens de The Essex Serpent começaram em fevereiro de 2021, em Alresford, Essex.